# Rhipidia pallidipes
Rhipidia pallidipes är en tvåvingeart som beskrevs av Alexander 1921. Rhipidia pallidipes ingår i släktet Rhipidia och familjen småharkrankar. Inga underarter finns listade i Catalogue of Life.